# Mobile Information Device Profile
Mobile Information Device Profile of MIDP is een specificatie voor het gebruik van Java op mobiele apparaten zoals mobiele telefoons en tablets. MIDP is onderdeel van Java ME. De eerste apparaten die MIDP ondersteunden kwamen uit in april 2001. Er zijn drie versies van MIDP, namelijk versie 1.0, versie 2.0 en versie 3.0. Anno 2011 wordt versie 2.0 wordt het meest gebruikt.

## Beperkingen van MIDP 1.0
- MIDP 1.0 heeft geen directe toegang tot afbeeldingspixels (RGB-data).
- MIDP 1.0 ondersteunt het maximaliseren naar volledig scherm niet.
- MIDP 1.0 heeft geen ondersteuning voor geluid.
- De specificaties zijn niet altijd duidelijk, waardoor er verschillen ontstaan in de implementaties.